# Le feste d’Apollo

Frontispiz:
„Non haec sine numine Divum“ – Virg. Aeneid Lib. II.

Le feste d’Apollo (GluckWV 1.40, Wotquenne-Nummer: A.38) ist eine Festa teatrale in einem Prolog und drei Teilen von Christoph Willibald Gluck (Musik) mit Libretti von Carlo Gastone Gaetano Della Torre di Rezzonico (Prologo), Giuseppe Maria Pagnini (Atto di Bauci e Filemone), Giuseppe Pezzana (Atto d’Aristeo) und Ranieri de’ Calzabigi (Atto d’Orfeo). Das Werk wurde am 24. August 1769 und den folgenden Tagen anlässlich der Hochzeit der Herzogin Maria Amalia von Österreich, einer Tochter Maria Theresias, mit dem spanischen Infanten Herzog Ferdinand von Bourbon-Parma im Teatrino di Corte von Parma erstmals aufgeführt.

## Handlung

### Prologo

Prologo:
„… solido de marmore templa Instituam, festosque dies de nomine Phoebi“ – Virg. Aeneid lib. VI.

Majestätische Loggien mit antiken Arkaden am Meeresufer; in der Mitte ein Tripod
Die Athener Jungen und Mädchen unter der Führung von Arcinia und Anfrisio huldigen dem Gott Febo/Apollon (Chor: „Sorgi, possente nume“). Dessen Priester sieht in einer Vision die Vereinigung von Ferdinando und Amalia auf dem Thron von Parma voraus (Arie: „Del dì crescano le pompe“), die viel Gutes bewirken wird. Alle feiern (Arie Anfrisio: „Le grazie tenere“ – Arie Arcinia: „Con tremito soave“ – Chor: „Sorgi, possente nume“).

### Atto di Bauci e Filemone
„Argomento“

“E’ celebre nelle Favole l’ ospitale accoglienza, che Filemone, e Bauci, vecchi sposi abitatori della Frigia, prestarono a Giove, allorchè questo Nume sotto mortali spoglie per le loro contrade pellegrinava. Furono essi della lor cortesia ricompensati; conciossiachè Giove a quelli manifestatosi trasformò la loro casa in un Tempio, alla custodia del quale gli deputò Sacerdoti; e dopo il lungo giro d’ una felice vita cangiolli in alberi, affinchè niuno di loro (secondo quello, di che essi l’ aveavano supplicato) alla morte dell’ altro sopravvivesse. All’ opposito tutto il resto della Frigia fu gastigato severamente per l’ inumano resiuto, che fatto aveva di quell’ ignoto viaggiatore.
 Per adattare questo suggetto al Teatro è stato d’ uopo il tramutare in gran parte le circostanze della Favola. Quindi è, che Filemone, e Bauci si sono rappresentati giovani, ed amanti; e si è fatto che Giove prometta loro una vita immortale con l’ inalzargli al grado di Semidei. La licenza d’ alterare le Favole non è disdetta alle Tragedie medesime dalle leggi generalmente approvate; molto meno dev’ esserlo a’ nostri Drammi, i quali sembra oggimai che altra legge non riconoscano fuor che quella di dilettare i sensi con una dolce illusione.”

„Die gastfreundliche Aufnahme, die Filemone und Bauci, ein altes phrygisches Paar, dem Giove gewährten, als dieser Gott als Sterblicher verkleidet durch ihr Land reiste, ist durch die Fabel berühmt geworden. Sie wurden für ihre Gefälligkeit belohnt; denn Giove verwandelte ihr Haus in einen Tempel und setzte sie als Priester ein, um ihn zu bewachen; und nach dem langen Lauf eines glücklichen Lebens wurden sie in Bäume verwandelt, sodass keiner der beiden (wie es ihrem Wunsch entsprach) den Tod des anderen überleben müsste. Andererseits wurde die übrige phrygische Bevölkerung schwer für den unmenschlichen Empfang bestraft, den sie dem unbekannten Reisenden gewährten.
 Um dieses Thema an das Theater anzupassen, war es notwendig, die Umstände der Fabel in großen Teilen zu ändern. Daher werden Filemone und Bauci hier als junges Paar und Liebende gezeigt, und Giove verspricht ihnen ein ewiges Leben durch die Erhebung in den Stand von Halbgöttern. Die Freiheit, die Geschichte zu ändern, ist selbst für Tragödien nicht durch die allgemein anerkannten Gesetze verboten; umso weniger gilt dies für unsere Opern, die heutzutage kein anderes Gesetz anzuerkennen scheinen, als die Sinne mit einer süßen Illusion zu erfreuen.“

Atto di Bauci e Filemone:
„Auferat hora duos eadem nec conjugis unquam Busta meae videam, neu sim tumulandus ab illa“ – Ovid Metam. lib. VIII

Liebliche bewaldete Landschaft mit Hütten, von denen zwei herausstechen; in der Mitte ein Altar, über den die Äste alter Buchen hängen
Szene 1. Das junge Schäferpaar Bauci und Filemone genießt das Leben in der Natur (Duett Bauci/Filemone: „Mio tesor, che bel contento“).
Szene 2. Der Gott Giove (Jupiter) wandert als Pilger Viandante verkleidet durch die Lande. Er ist auf der Suche nach gastfreundlichen Menschen, hat aber bis jetzt nur Ablehnung erfahren. Daher denkt er bereits daran, an der Menschheit ein Exempel statuieren. Filemone und Bauci allerdings verspüren Mitleid mit ihm und laden ihn in ihr ärmliches Haus. Giove erzählt ihnen, dass er eigentlich ein reicher Edelmann aus Kreta und Sohn des Giove-Priesters sei und sie für ihre Freundlichkeit belohnen wolle. Die beiden sind aber vollkommen zufrieden mit ihrem Leben. Das fruchtbare Land und ihre Tiere geben ihnen alles, was sie benötigen. Vergnügen erhalten sie durch geistliche Lieder und Tänze sowie durch ihre gegenseitige Liebe (Arie Filemone: „La fiamma del mio petto“). Giove schenkt ihnen daraufhin eine Zither, die Wünsche erfüllen kann. Filemone lädt ihn in das Haus, um ihn seinem Vater vorzustellen. Bauci will die Zither vor dem ersten Gebrauch auf dem Giove-Altar weihen.
Szene 3. Nachdem Filemone den vermeintlichen Pilger zu seinem Vater ins Haus gebracht hat, kehrt er zu Bauci zurück, um ihre für den Abend geplante Hochzeitsfeier vorzubereiten. Bauci besingt unterdessen ihre Liebe zu Filemone (Arie Bauci: „Il mio pastor tu sei“).
Szene 4. Schäfer und Schäferinnen erscheinen, tanzen und preisen das glückliche Paar (Chor: „Di due bell’anime“). Als sie sich dem Altar nähern, werden sie von Blitz und Donner erschreckt.
Szene 5. Giove gibt sich als Gott des Lichts und des Donners zu erkennen. Er selbst will das Schäferpaar vermählen. Auf einer Seite der Bühne erscheint ein Tempel. Nachdem ihm die Schäfer ihre Ehre erwiesen haben (Chor: „Lodi eterne“), verspricht er dem Paar sein Wohlwollen, solange sie einander treu bleiben (Arie Giove: „Il mio nume ha stanza degna“). Filemone und Bauci nehmen seine Gabe an und schwören sich ewige Treue (Duett Filemone, Bauci: „Se tuo dono“). Die anderen Hirten freuen sich mit ihnen (Chor: „Non mai stato più beato“). Giove verkündet, dass er nun den weniger würdigen Menschen zeigen werde, wer hier die Macht habe (Arie Giove: „Pe’ gravi torti miei“). Er lässt sich jedoch von Baucis und Filemones Bitten besänftigen (Tempesta con fulmini: „Giove, pietà, pietà“) und verspricht, die Menschheit zu verschonen. Filemone und Baucis bitten ihn nun jeweils, sie selbst vor dem anderen sterben zu lassen, wenn es soweit sein sollte. Beide können den Gedanken nicht ertragen, ohne ihren Partner zu leben. Daraufhin verspricht Giove ihnen, dass sie niemals sterben werden, sondern nach vielen Jahren zu Halbgöttern erhoben und von den Menschen an diesem Altar als Schutzgötter angebetet werden sollen. Er verschwindet in einer leuchtenden Wolke. Die Schäfer und Schäferinnen feiern (Chor: „Re superno“).

### Atto d’Aristeo
„Argomento“

“Aristeo, figliuolo d’ Apollo, e di Cirene, figliuola, e Ninfa del fiume Penèo, invaghito d’ Euridice, moglie d’ Orfeo, divenne la cagione della di lei morte, poichè nell’ atto ch’ essa da lui fuggiva lungo le sponde di un fiume, fu morsa nel piede da una serpe. Irritate le Driadi per la perdita di questa compagna, fecero perire di morbo, e di fame tutte le Api, di cui Aristeo era ricco possessore, e sollecito custode. Ebbe questi ricorso nella sua disgrazia alla madre, la quale lo indirizzò a Proteo per iscoprirne l’ ignota sorgente. Proteo svelò ad Aristeo essere questa opera d’ Orfeo, e delle Ninfe silvestri, che vindicavano così l’ estinta loro consorte, e compagna. Ciò enteso da Cirene ordinò al figlio di placare le Ninfe, e l’ ombra d’ Orfeo con sacrifizi. Aristeo eseguì il comando della madre, e fu maravigliato di vedere uscire dalle viscere liquefatte de’ Tori svenati immensa turba di pecchie.
 Per quella libertà, che vuolsi conceduta ai Poeti, principalmente in simil genere di Componimenti, sono seguite in questa favola alcune mutazioni. L’ episodio di Proteo d’ implicata esecuzione, che poteva allungar di soverchio l’ azione, e che in altra faustissima circostanza è stato veduto su queste Scene, si è lasciato nella presente. Gli amori di Aristeo, e di Cidippe sono consentanei al genio del Teatro. Il resto è verisimile.”

„Aristeo, der Sohn von Apollo und von Cirene, Tochter und Nymphe des Flusses Penèo, verliebte sich in Euridice, die Gattin des Orfeo. Er verursachte Euridices Tod: als sie vor ihm an einem Flussufer entlang floh, erhielt sie einen tödlichen Schlangenbiss am Fuß. Die über den Tod ihrer Gefährtin zornigen Dryaden bewirkten, dass sämtliche Bienen Aristeos, von denen er viele besaß und die er mit großer Sorgfalt pflegte, vor Hunger und Krankheit starben. Daraufhin wandte sich Aristeo an seine Mutter um Hilfe; diese schickte ihn zu Proteo, um die unbekannte Ursache herauszufinden. Proteo offenbarte Aristeo, dass Orfeo und die Waldnymphen so den Tod der Geliebten und Gefährtin rächten. Nachdem Cirene dies erfahren hatte, befahl sie ihrem Sohn, die Nymphen und den Schatten des Orfeo durch Opfer zu besänftigen. Aristeo befolgte den Rat seiner Mutter und sah überrascht, dass eine ungeheure Menge von Bienen aus den verflüssigten Eingeweiden der sterbenden Bullen herausschwärmte.
 Aufgrund der den Dichtern gestatteten Freiheit, besonders in dieser Art von Werken, sind an dieser Geschichte einige Veränderungen vorgenommen worden. Die verwickelte Episode des Proteo, die die Handlung übermäßig verlängert hätte und die bereits unter anderen äußerst glücklichen Umständen auf dieser Bühne zu sehen war, wurde entfernt. Die Liebesgeschichte von Aristeo und Cidippe entspricht der theatralischen Konvention. Der Rest ist wahrheitsgetreu.“

Atto d’Aristeo:
„Connubio jungam stabili“ – Virg. Aeneid Lib. IV.

Liebliche Landschaft, die das Tal von Tempe darstellt
Szene 1. Aristeo vertraut seinem Freund Ati an, dass er seit dem Tod Euridices keinen einzigen glücklichen Tag mehr hatte. Sein einziger Trost, seine Bienen, wurden ihm genommen. Außerdem hat er sich in die Nymphe Cidippe verliebt, die seiner Werbung hartnäckig widersteht. Ati rät ihm, seine Mutter Cirene um Hilfe zu bitten.
Szene 2. Ati beklagt das Unglück seines Freundes. Er findet, die Götter übertreiben es mit ihrer Rache (Arie Ati: „Quell’alma agitata“).
Das Innere von Cirenes Palast inmitten des Flusses Penèo, erbaut und geschmückt mit Kristall, Lava, Muscheln und Korallen; in der Ferne mehrere Flüsse, umgeben von Wasserfällen, die den Unterwasserwohnort verschönern
Szene 3. Cidippe liebt Aristeo durchaus. Seine Mutter Cirene allerdings verbietet ihr den Umgang mit ihrem Sohn, obwohl sie Cidippe eigentlich hoch schätzt. Aristeo muss zuvor den Zorn der Götter beschwichtigen, der sich sonst gegen sie beide wenden könnte.
Szene 4. Aristeo bedauert, dass nicht einmal das göttliche Blut seines Vaters Apollo seinen Schmerz lindern kann. Er befürchtet, dass sich jetzt auch seine Mutter von ihm abgewandt haben könnte. Cirene versichert ihm, dass dem nicht so sei. Sie könne nur deshalb nicht sein Leid lindern, weil sein Schicksal von einer höheren Macht bestimmt sei. Sie rät ihrem Sohn, durchzuhalten, denn der Zorn der Götter währe nicht ewig. Als er das Gespräch auf seine scheinbar unerwiderte Liebe zu Cidippe bringt, will diese antworten, doch Cirene fällt ihr ins Wort. Cidippe bittet sie, Aristeo in ihrem Sinne zu antworten (Arie Cidippe: „Tu sei madre“).
Szene 5. Der wegen der Kaltherzigkeit Cidippes verzweifelte Aristeo fleht die Götter an, ihren Hass auf ihn zu beenden. Cirene erinnert ihn an den berechtigten Zorn Orfeos und der Waldnymphen. Er müsse diese mit Opfergaben besänftigen. Wenn er anschließend den Himmel um Rat bitte, werde er Trost erhalten (Arie Cirene: „Nocchier, che in mezzo all’onde“).
Das Tal von Tempe
Szene 6. Aristeo bittet Ati, die Opfergaben im Tempel vorzubereiten und die Bevölkerung dort zu versammeln (Cavatina Aristeo: „Numi offesi, ombre sdegnate“).
Hain oder Tempel der Waldnymphen
Szene 7. Nach einer sanften Sinfonia treffen die Tempelwächterin Silvia und ihr Gefolge ein. Als Nächstes erscheint Aristeo an der Spitze der Einwohner von Tempe, gefolgt von Mädchen, die Körbe mit Blumen und Früchten tragen. Ein Kind trägt ein mit Bändern geschmücktes Lamm. Aristeo fordert alle auf, den Waldnymphen ihre Gaben zu weihen und bittet die Götter, ihm erneut ihr Wohlwollen zu schenken. Die Kinder und Einwohner tanzen und beten (Chor: „Del figlio d’Apollo“). Anschließend verdunkelt sich der Himmel, und von der linken Seite ertönt ein Donnerschlag. Aristeo sieht dies als gutes Omen. Silvia verkündet, dass die Götter seine Gebete erhört haben. Er kann endlich wieder glücklich sein (Arie Aristeo: „Cessate, fuggite“ – Chor: „Eccheggiar s’odano“).
Weite Aussicht majestätischer Weite hinter dem Fluss Penèo
Szene 8. Nach der Zeremonie wird Aristeo bereits von seinem Freund Ati erwartet, der die Opferung der Bullen beaufsichtigt hatte. Ati erzählt, dass aus den Eingeweiden der Tiere große Schwärme von Bienen aufgestiegen seien und sich wie Weintrauben an den umgebenden Bäumen gesammelt hätten. Jetzt fehlt nur noch Cidippe, um Aristeos Glück vollständig zu machen.
Szene 9. Cirene steigt mit ihren Nymphen und Cidippe in einer glänzenden Muschelschale aus dem Wasser und schließt ihren Sohn in die Arme. Sie hatte diese Ereignisse bereits vorhergesehen und erklärt, dass Tempe seinetwegen den Frieden wiedergefunden habe. Sie fordert Cidippe auf, Aristeo die Hand zu reichen. Cidippe gesteht ihm, dass sie ihn schon immer liebte und nur unter Schmerzen ihr Schweigen bewahren konnte (Terzett Cidippe/Aristeo/Cirene: „Fosti ognor l’amato bene“). Alle feiern (Chor: „Accompagni la coppia felice“).

### Atto d’Orfeo

Atto d’Orfeo:
„Che farò senza Euridice? Dove andrò senza il mio ben!“

Bei diesem Akt handelt es sich um die in sieben Szenen unterteilte italienische Fassung von Glucks Orfeo ed Euridice.
„Argomento“

“E’ noto Orfeo, e celebre il suo lungo dolore nell’ immatura morte d’ Euridice sua sposa. Morì ella nella Tracia, ma per service all’ unità del luogo si suppone qui morta nella Campagna felice presso il lago d’averno, in vicinanza del quale finsero i Poeti trovarsi una spelonca, che apriva il cammino all’Inferno. L’infelice amante mosse a pietà gli Dei, che gli concessero di penetrar negli Elisj per ripigliarsi la sua diletta, col patto di non guardarla finchè non fosse tornato sulla terra. Non seppe il tenero sposo frenar tanto gli affetti, ed, avendo contravvenuto al divieto, perdè per sempre Euridice. Per adattar la favola alle scene si è cambiata la catastrofe. Leggasi Virgilio, libro IV. delle Georgiche, e VI. dell’ Eneide.”

„Orfeo ist bekannt, und berühmt ist sein langwährender Schmerz über den frühen Tod seiner Braut Euridice. Sie starb in Thrakien, aber um die Einheit des Ortes herzustellen, wird angenommen, dass sie im glücklichen Land am Averner See starb, in dessen Nähe sich den Dichtern zufolge eine Höhle befindet, die den Zugang zur Unterwelt öffnet. Der unglückliche Liebende bewegte die Götter zum Mitleid, die ihm erlaubten, das Elysium zu durchqueren, um seine Geliebte zurückzuholen, unter der Bedingung, sie nicht anzusehen, bis er auf die Erde zurückgekehrt war. Der zärtliche Gatte konnte seine Gefühle nicht so sehr zurückhalten und verlor, nachdem er das Verbot übertreten hatte, Euridice für immer. Um die Geschichte an die Bühne anzupassen, wurde die Katastrophe geändert. Man lese Vergil, Buch IV der Georgica und VI der Aeneis.“

## Gestaltung

### Orchester
Die Orchesterbesetzung der Oper enthält die folgenden Instrumente:
- Holzbläser: zwei Flöten, zwei Oboen
- Blechbläser: zwei Hörner, zwei Posaunen
- Pauken
- Streicher

### Musiknummern
Die Festa teatrale enthält die folgenden Musiknummern:
Prologo
- Nr. 1 [Introduktion]
- Nr. 2 Ballo
- Nr. 3 Chor (Jungen und Mädchen Athens): „Sorgi, possente nume“
- [Accompagnato-Rezitativ] (Anfrisio, Arcinia): „Meco di Giove“
- [Accompagnato-Rezitativ] (Priester): „Mortali, a me visibilmente Apollo“
- Nr. 4 Arie (Priester): „Del dì crescano le pompe“
- Recitativo obligato: „Questo fiorente giovanil drappello“
- Nr. 5 Arie (Anfrisio): „Le grazie tenere“
- Rezitativ (Arcinia): „Vedi sull’orme mie“
- Nr. 6 Arie (Arcinia): „Con tremito soave“
- Rezitativ (Priester): „A voti il cielo arriderà“
- Chor da capo (Jungen und Mädchen Athens): „Sorgi, possente nume“
- Ballo da capo

Atto di Bauci e Filemone
- Nr. 1 Introduktion
- Nr. 2 Duett (Bauci, Filemone): „Mio tesor, che bel contento“
- Rezitativ (Giove, Bauci, Filemone): „E così dunque obblia“
- Nr. 3 Arie (Filemone): „La fiamma del mio petto“
- Rezitativ (Bauci, Giove, Filemone): „I voti del mio cuore“
- [Accompagnato-Rezitativ] (Bauci): „Prima ch’io sposi il suono“
- Rezitativ (Filemone): „Al vecchio genitor“
- Nr. 4 Arie (Bauci): „Il mio pastor tu sei“
- Nr. 5 Chor und Ballo (Schäfer und Schäferinnen): „Di due bell’anime“
- [Accompagnato-Rezitativ] (Filemone, Bauci): „Ora con lieti auspizi“
- Rezitativ (Giove): „Sbandite ogni timore“
- Nr. 6 Chor (Schäfer und Schäferinnen): „Lodi eterne“
- Rezitativ (Giove): „Porgeteri or le destre“
- Nr. 7 Arie (Giove): „Il mio nume ha stanza degna“
- Rezitativ (Filemone, Bauci): „Sogno, o son desto?“
- Nr. 8 Duett (Filemone, Bauci): „Se tuo dono“
- Nr. 9 Chor (Schäfer und Schäferinnen): „Non mai stato più beato“
- Rezitativ (Giove): „Il giusto guiderdone“
- Nr. 10 Arie (Giove): „Pe’ gravi torti miei“
- Nr. 11 Tempesta con fulmini (Bauci, Filemone, Giove): „Giove, pietà, pietà“
- Rezitativ (Giove, Filemone, Bauci): „S’altro bramante ancora“
- Nr. 12 Chor (Schäfer und Schäferinnen): „Re superno“

Atto d’Aristeo
- Nr. 1 Introduktion
- Rezitativ (Aristeo, Ati): „E dovrò sempre“
- Rezitativ (Ati): „Popoli a lui soggeti“
- Nr. 2 Arie (Ati): „Quell’alma agitata“
- Rezitativ (Cirene, Cidippe): „Sì, vezzosa Cidippe“
- Rezitativ (Aristeo, Cirene, Cidippe): „O del patrio Peneo“
- Nr. 3 Arie (Cidippe): „Tu sei madre“
- Rezitativ (Aristeo, Cirene): „Così risponde all’amor mio Cidippe?“
- Nr. 4 Arie (Cirene): „Nocchier, che in mezzo all’onde“
- Rezitativ (Ati, Aristeo): „Impaziente attendo che ritorni Aristeo“
- Nr. 5 Cavatina (Aristeo): „Numi offesi, ombre sdegnate“
- Nr. 6 Sinfonia
- Rezitativ (Aristeo): „Meco venite, amici“
- Nr. 7 Chor und Tanz (Mädchen und Einwohner von Tempe): „Del figlio d’Apollo“
- Rezitativ [accompagnato] (Aristeo): „Tuona il cielo a sinistra!“
- Nr. 8 Arie (Aristeo): „Cessate, fuggite“
- Nr. 9 Chor (Chor di Fanciulli e d’Abitanti di Tempe): „Eccheggiar s’odano“
- Rezitativ (Ati, Aristeo): „D’Aristeo i presagi“
- Rezitativ (Aristeo, Cirene, Cidippe): „Fra le tue braccia, o madre“
- Nr. 10 Terzett (Cidippe, Aristeo, Cirene): „Fosti ognor l’amato bene“
- Nr. 11 Chor (Nymphen und Einwohner von Tempe): „Accompagni la coppia felice“

Atto d’Orfeo
- Ouvertüre
- Chor (Schäfer und Nymphen, Orfeo): „Ah! se intorno a quest’urna funesta“
- Rezitativ (Orfeo): „Basta, basta, o compagni“
- Ballo: (Larghetto)
- Chor (Schäfer und Nymphen): „Ah! se intorno a quest’urna funesta“
- Arie (Orfeo): „Chiamo il mio ben così“
- Rezitativ (Orfeo): „Euridice! Euridice! Ombra cara“
- Arie (Orfeo): „Cerco il mio ben così“
- Rezitativ: „Euridice! Euridice! Ah! questo nome“
- Arie (Orfeo): „Piango il mio ben così“
- Rezitativ (Orfeo): „Numi, barbari numi“
- Rezitativ (Amore, Orfeo): „T’assiste Amore“
- Arie (Amore): „Gli sguardi trattieni“
- Rezitativ (Orfeo): „Che disse? Che ascoltai?“
- Ballo: Maestoso
- Chor (Furien und Geister): „Chi mai dell’ Erebo fralle caligini“
- Ballo: (Presto)
- Chor (Furien und Geister): „Chi mai dell’ Erebo fralle caligini“
- Solo und Chor (Orfeo, Furien und Geister): „Deh placatevi con me“
- Chor (Furien und Geister): „Misero giovane“
- Arie (Orfeo): „Mille pene“
- Chor (Furien und Geister): „Ah! quale incognito affetto flebile“
- Arie (Orfeo): „Men tiranne“
- Chor (Furien und Geister): „Ah! quale incognito affetto flebile“
- Ballo: (Andante)
- Arioso (Orfeo): „Che puro ciel“
- Chor (Helden und Heldinnen): „Vieni a’ regni del riposo“
- Ballo: (Andante)
- Rezitativ (Orfeo, Helden und Heldinnen): „Anime avventurose“
- Chor (Helden und Heldinnen): „Torna, o bella, al tuo consorte“
- Rezitativ (Orfeo, Euridice): „Vieni, segui i miei passi“
- Duett (Orfeo, Euridice): „Vieni, appaga il tuo consorte“
- Rezitativ (Euridice): „Qual vita è questa mai“
- Arie (Euridice): „Che fiero momento“
- Rezitativ (Orfeo, Euridice): „Ecco un nuovo tormento“
- Arie (Orfeo): „Che farò senza Euridice?“
- Rezitativ (Orfeo): „Ma, finisca e per sempre“
- Rezitativ (Amore, Orfeo, Euridice): „Orfeo, che fai?“
- Soli und Chor (Orfeo, Amore, Euridice, Schäfer und Schäferinen): „Trionfi Amore“

## Werkgeschichte
Christoph Willibald Gluck komponierte diese Festa teatrale aus Anlass der Hochzeit der Herzogin Maria Amalia von Österreich, einer Tochter Maria Theresias, mit dem spanischen Infanten Herzog Ferdinand von Bourbon-Parma im Sommer 1769 in Parma. Den Wunsch, bei Gluck eine Festoper zu bestellen, hatte wohl die Braut Maria Amalia selbst geäußert. Sie war in Wien bereits Zeugin der Erfolge des Komponisten gewesen und wünschte speziell dessen gefeierten Orfeo am eigenen Theater zu sehen. Im Januar 1765 hatte sie als Sängerin in Glucks Serenata Il Parnaso confuso mitgewirkt und war für die Partie der Atalanta in La corona vorgesehen gewesen.
Die Libretti der einzelnen Teile stammten von Carlo Gastone Gaetano Della Torre di Rezzonico (1742–1796, Prologo), Giuseppe Maria Pagnini (1737–1814, Atto di Bauci e Filemone), Giuseppe Pezzana (1735–1802, Atto d’Aristeo) und Ranieri de’ Calzabigi (Atto d’Orfeo). Bis auf Calzabigi handelte es sich um lokale Autoren. Geplant war eine abwechslungsreiche Oper, die bei Bedarf auch gekürzt werden und deren einzelne Teile auch einzeln gespielt werden konnten. Vorbild war Tommaso Traettas Serenata Le feste d’Imeneo auf ein Libretto von Carlo Innocenzo Frugoni, die 1760 gleichfalls für die Feier einer höfischen Hochzeit in Parma entstand.
Die Musik komponierte Gluck vermutlich im ersten Drittel des Jahres. Er befand sich bereits vom 23. Februar bis zum 26. April in Parma, da die Hochzeit ursprünglich für diesen Zeitraum geplant war. Da der für eine Ehe zwischen Blutsverwandten benötigte päpstliche Dispens nach dem Tod von Clemens XIII. nicht rechtzeitig erlangt werden konnte, musste sie jedoch verschoben werden, und Gluck begab sich wieder zurück nach Wien. Vom 5. August bis zum 9. September weilte er erneut in Parma. Gluck schrieb die Musik nicht vollständig neu. Für beinahe die Hälfte des Prologs und der beiden ersten Akte verwertete er Musik seiner älteren Werke Ippolito, La Semiramide riconosciuta, L’innocenza giustificata, Il re pastore, Cythère assiégée, dem Prager Ezio von 1750, dem Wiener Ezio von 1763, dem Telemaco, der Ballettpantomime Sémiramis sowie einer Sinfonie. Der Atto d’Orfeo ist nichts anders als eine Variante von Orfeo ed Euridice, in der er die Altpartie des Orfeo für den Soprankastraten Giuseppe Millico anpasste und die Instrumentierung modifizierte.
Die Feierlichkeiten begannen am 19. Juli in Colorno, der Sommerresidenz des Hofes. Die offizielle Trauung fand am 23. August statt, und die Festoper wurde ab dem 24. August gespielt. Sie wurde auf mehrere Tage verteilt, und die einzelnen Teile wurden jeweils mehrfach in unterschiedlichen Kombinationen gezeigt. Am ersten Tag wurden der Atto d’Orfeo und wahrscheinlich auch der Prolog gespielt. Den Abschluss der Aufführungsserie bildete am 17. September der Atto d’Aristeo. Die Aufführungen wurden dem Wienerischen Diarium vom September 1769 zufolge sehr gut aufgenommen. Andere Berichte sind nicht überliefert, was möglicherweise daran lag, dass die viele anderen Attraktionen der Festlichkeiten von der Oper ablenkten. So gab es beispielsweise ein Hirtenfest im Schlosspark, einen „chinesischen Jahrmarkt“ und ein prunkvolles Ritterturnier.
Die Sänger der Uraufführung waren Lucrezia Agujari (Arcinia und Bauci), Vincenzo Caselli (Filemone und Aristeo), Antonia Maria Girelli Aguilar (Cirene und Euridice), Giuseppe Millico (Anfrisio und Orfeo), Gaetano Ottani (Priester des Apollo, Giove und Ati) und Felicita Suardi (Cidippe und Amore). Die Choreografie stammte von Giuseppe Bianchi, die Kostüme von Giovanni Betti und das Bühnenbild von Fratelli Galliari und Francesco Grassi Parmigiano.
Weitere zeitgenössische Aufführungen des vollständigen Werks gab es nicht. Die Sopranfassung des Orfeo wurde allerdings in der Folgezeit häufig gespielt. Der Atto d’Aristeo wurde am 14. März 1773 noch einmal an der Accademia degli Ingegnosi in Florenz gegeben.
In neuerer Zeit wurde das Werk erst im Januar 2006 wieder der Öffentlichkeit vorgestellt. Der Dirigent Christophe Rousset zeigte den Atto d’Aristeo und den Atto di Bauci e Filemone mit seinem Ensemble Les Talens Lyriques und dem Chœur de chambre de Namur bei einer Konzert-Tournee in Brüssel, Monte Carlo, Paris, Straßburg und Montpellier. Es sangen Ann Hallenberg, Magnus Staveland, Marie Lenormand und Ditte Andersen. Ein Mitschnitt der Brüsseler Aufführungen wurde auf CD veröffentlicht.
Der Atto d’Orfeo wurde 2014 von der Hofkapelle München und dem Vokalensemble Chorwerk Ruhr unter Rüdiger Lotter bei den Tagen Alter Musik in Herne gespielt und vom Radiosender WDR 3 übertragen. Der Countertenor Valer Sabadus übernahm die Sopranpartie des Orfeo. Sophie Marin Degor sang die Euridice und Johanna Neß den Amore.
2016 zeigte die Bampton Classical Opera den Atto di Bauci e Filemone zusammen mit Thomas Arnes The Judgement of Paris als britische Premiere in einer Inszenierung von Jeremy Gray. Die musikalische Leitung hatte Paul Wingfield.

## Aufnahmen
- 8.–10. Januar 2006 – Christophe Rousset (Dirigent), Les Talens Lyriques.
 Atto di Bauci e Filemone: Magnus Staveland (Giove), Marie Lenormand (Filemone), Ditte Andersen (Bauci), Ann Hallenberg (eine Schäferin)
 Atto d’Aristeo: Ann Hallenberg (Aristeo), Ditte Andersen (Cirene), Marie Lenormand (Cidippe und Silvia), Magnus Staveland (Ati).
 Live aus dem Palais des Beaux-Arts de Bruxelles; Rezitative leicht gekürzt.
 Ambroisie AM 9995 (2 CDs).[9]
- 16. November 2014 – Rüdiger Lotter (Dirigent), Hofkapelle München, Chorwerk Ruhr.
 Atto d’Orfeo: Valer Sabadus (Orfeo), Sophie Marin Degor (Euridice), Johanna Neß (Amore).
 Live von den Tagen Alter Musik in Herne 2014 aus dem Kulturzentrum Herne.
 Zeitversetzte Sendung im Radio WDR 3.[7][10]